# Яблоневое (Винницкая область)
Яблоневое (укр. Яблуневе) — посёлок, входит в Хмельникский район Винницкой области Украины.
Население по переписи 2001 года составляло 117 человек. Почтовый индекс — 22422. Телефонный код — 04333. Занимает площадь 0,001 км². Код КОАТУУ — 521682211.

## Местный совет
22400, Винницкая обл., Хмельникский р-н, г. Калиновка, ул. В.Нестерчука, 19